# Azerbajdžanski nogometni savez
Azerbajdžanski nogometni savez (azerski: Azərbaycan Futbol Federasiyaları Assosiasiyası, AFFA) je najviša nogometna organizacija Azerbajdžana.

## Povijest
Azerbajdžanski nogometni savez je osnovan 26. ožujka 1992. Azerbajdžanski nogometni savez je postao članom FIFA-e i UEFA-e 1994. godine.

## Natjecanja
Azerbajdžanski nogometni savez organizira sljedeća natjecanja:
- Azerbajdžanska Premier liga
- Azerbajdžanska prva liga
- Azerbajdžanski nogometni kup
- Azerbajdžanska malonogometna Premier liga
- Azerbajdžanska amaterska liga

## Reprezentacije

### Muške reprezentacije
- Azerbajdžanska nogometna reprezentacija
- Azerbajdžanska nogometna reprezentacija do 21 godine
- Azerbajdžanska nogometna reprezentacija do 19 godina
- Azerbajdžanska nogometna reprezentacija do 17 godina
- Azerbajdžanska nogometna reprezentacija do 16 godina
- Azerbajdžanska nogometna reprezentacija do 15 godina

### Ženske reprezentacije
- Azerbajdžanska ženska nogometna reprezentacija

### Malonogometne reprezentacije
- Azerbajdžanska malonogometna reprezentacija

### Reprezentacije u nogometu na pijesku
- Azerbajdžanska reprezentacija u nogometu na pijesku

## Vanjske poveznice
- Službena web stranica
- Azerbajdžanski nogometni savez na službenoj stranici FIFA-e  Arhivirana inačica izvorne stranice od 5. rujna 2019. (Wayback Machine)
- Azerbajdžanski nogometni savez na službenoj stranici UEFA-e